# 沃伊切赫·雅鲁泽尔斯基
沃伊切赫·雅鲁泽尔斯基（波蘭語：Wojciech Jaruzelski；1923年7月6日—2014年5月25日），波兰政治和军事人物，1981年至1989年间担任波兰统一工人党中央委员会第一书记及波兰人民共和国总统。
1981至1985年担任部长会议主席（总理）。1990年12月21日在波兰民主化之后将总统职位交给瓦文萨。

## 早年生活
雅鲁泽尔斯基出生于波兰的一个天主教家庭。1939年苏德互不侵犯条约签订后，其家迁居立陶宛以躲避德国对波兰的占领。但是不久苏联入侵立陶宛，其家被流放到西伯利亚，1942年他的父亲在那里因缺乏药物而死于痢疾，他也因為在強迫勞動中兩眼受到雪地反光而損傷視力，往後必須戴上有色眼鏡。
1943年7月，雅鲁泽尔斯基报名参加了在苏联组建的波兰第一集团军，在梁赞接受軍訓，之后，他参加了苏德战争，随着苏联红军一同作战，直到最后的柏林战役。

## 政治生涯
1947年，加入波兰工人党，成為無神論者（1948年與波兰社会党合并为波兰统一工人党）。他的母亲1966年去世。
1968年4月至1983年11月，任波兰人民共和国国防部部长。1981年2月－1985年11月，任部长会议主席。1981年10月起，任波兰统一工人党中央委员会第一书记，成为党和国家最高领导人。
1981年12月13日，因团结工会运动在波兰蔓延，雅鲁泽尔斯基以救国军事委员会主席的身份宣布在波兰实施“战时状态”戒严令。这是雅鲁泽尔斯基在权力巅峰上做出的最困难、最痛苦的抉择，也是他思想和行动逐步发展的必然结果。他说，为了“拯救国家免于崩溃”走了“最后一条道路”。
1985年11月起，任国务委员会主席。1988年年底至1989年年初，波兰统一工人党举行的十届十中全会上，作为第一书记雅鲁泽尔斯基、总理米奇斯瓦夫·拉科夫斯基、内务部长切斯瓦夫·基什恰克和国防部长弗洛里安·西维茨基以集体辞职相威胁，迫使全会通过了原本激烈反对的关于“工会多元化”和“政治多元化”两个决议。1989年7月至1990年12月，改制為總統制，由自己但任总统。在此期间，雅鲁泽尔斯基对反对派持温和态度，举行“圆桌会议”并期望与反对派和解。1990年把总统职位让给团结工会领导人瓦文萨，使波兰成为東歐推倒共產鐵幕的“领头羊”。

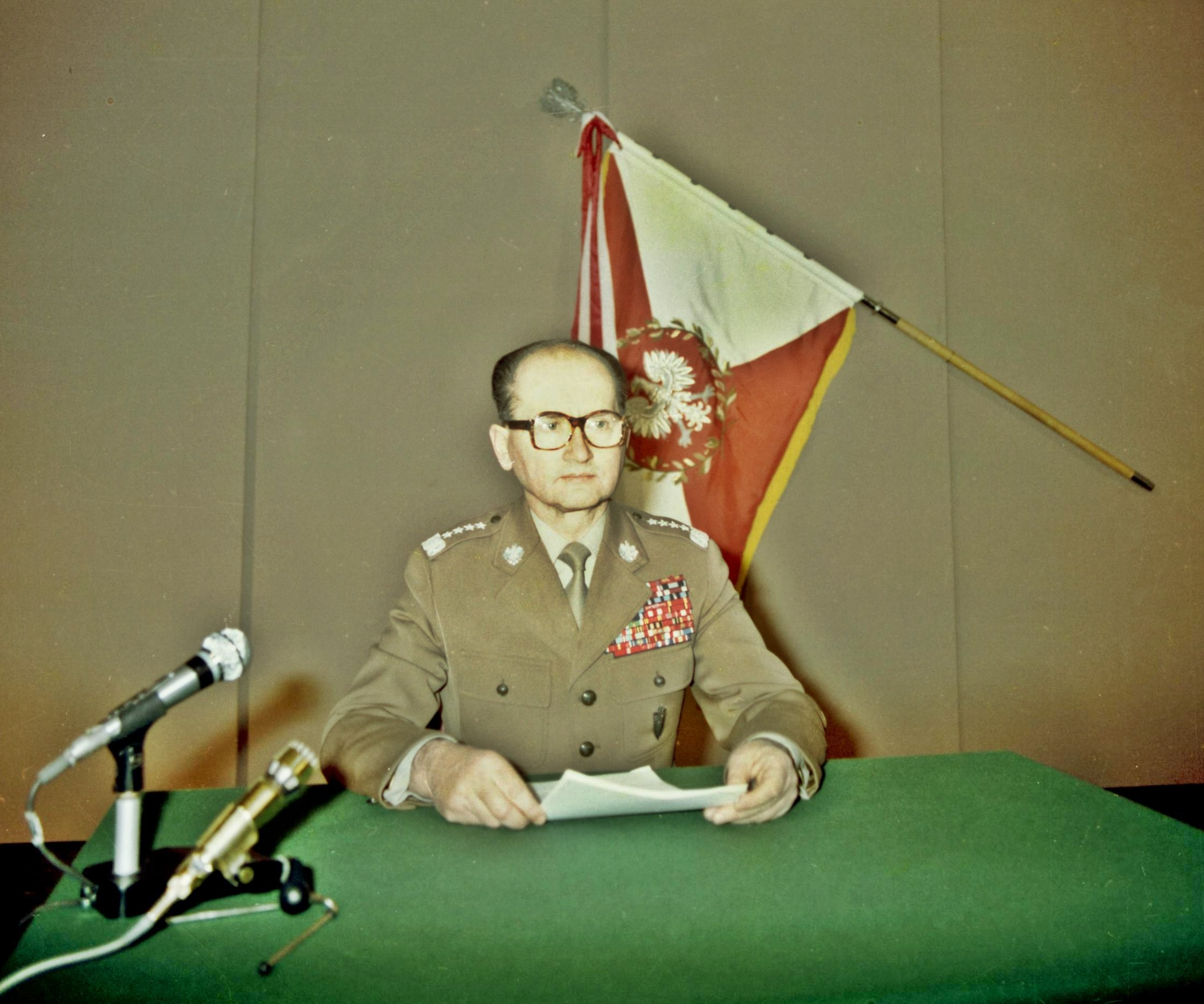
1981年12月13日，雅鲁泽尔斯基在波兰电视台演播室向全国宣布戒严令
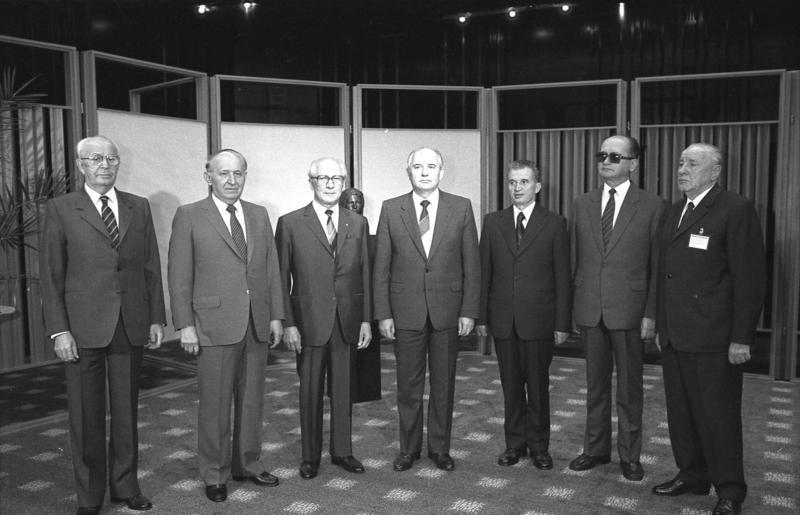
1987年华沙条约组织成员国领导人在东柏林的合照，自左而右：胡萨克、日夫科夫、昂纳克、戈尔巴乔夫、齐奥塞斯库、雅鲁泽尔斯基和卡达尔

## 退休以後
退休之后，雅鲁泽尔斯基与竞争对手瓦文萨仍然有密切的私交。
2007年，波兰“国家记忆研究院”对雅鲁泽尔斯基进行指控。 
2012年1月12日，華沙法院判決，雅魯澤爾斯基在任波蘭統一工人黨中央委員會第一書記時期，是屬於非法的犯罪集團，在1981年到1983年間實施戒嚴令，並對異見人士進行拘留、監禁等違法的獨裁罪行。2014年2月，切赫·雅鲁泽尔斯基一度陷入丑闻风波，他被指在其患病期间与照顾他的护工发生不正当关系。
2014年5月25日，雅鲁泽尔斯基在华沙逝世，享耆壽90岁。

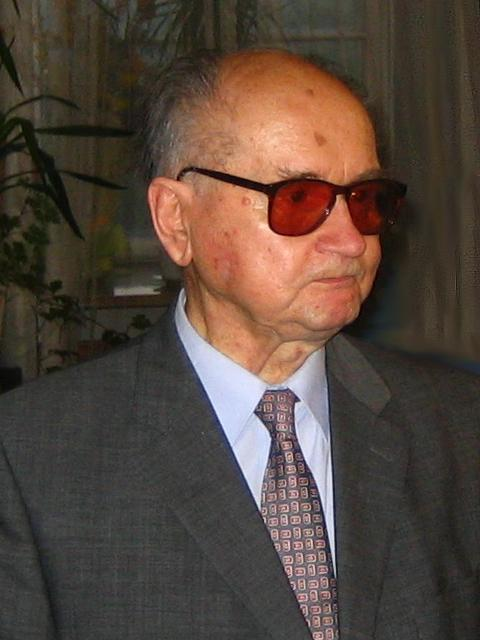
2006年
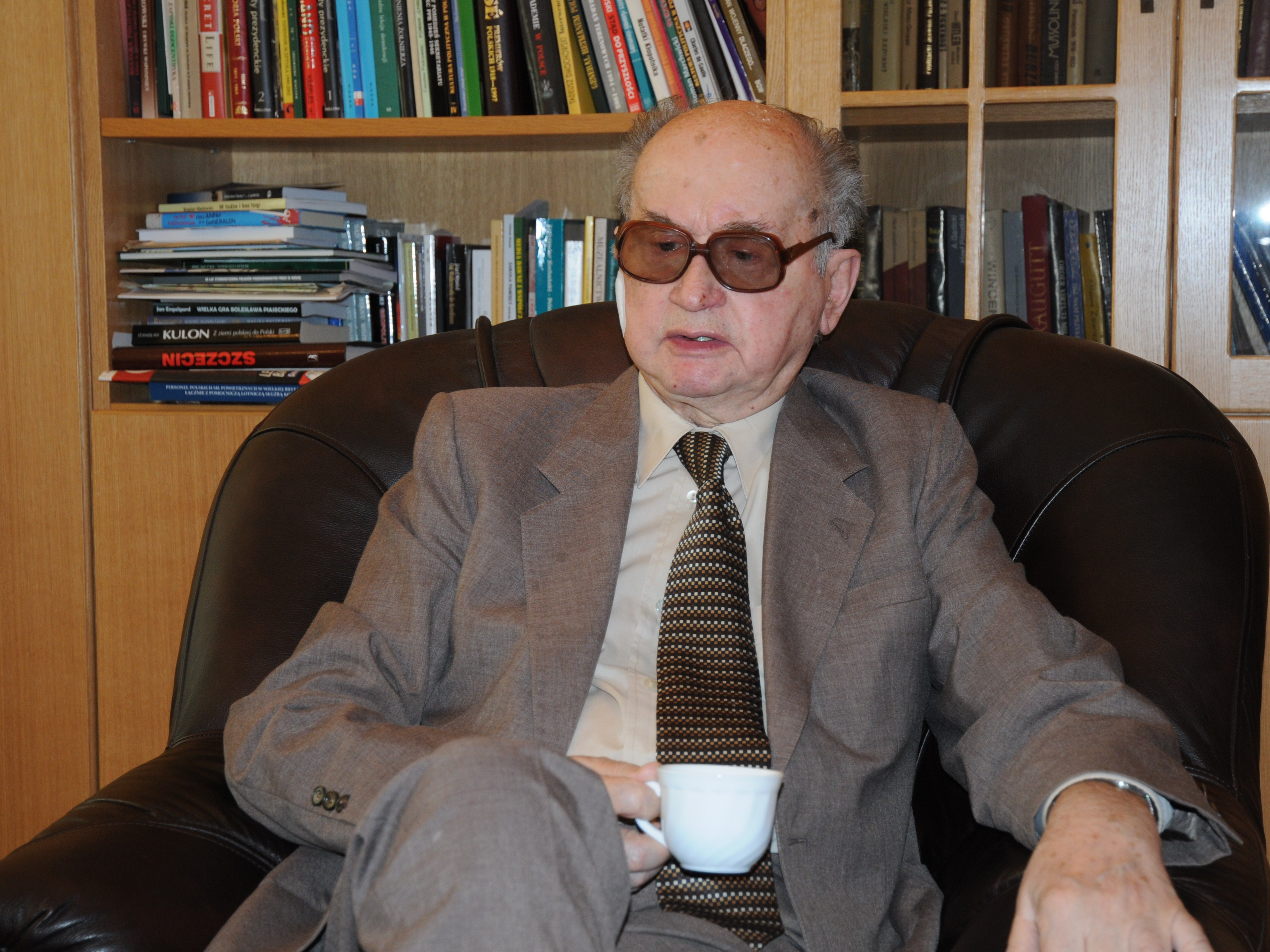
2009年
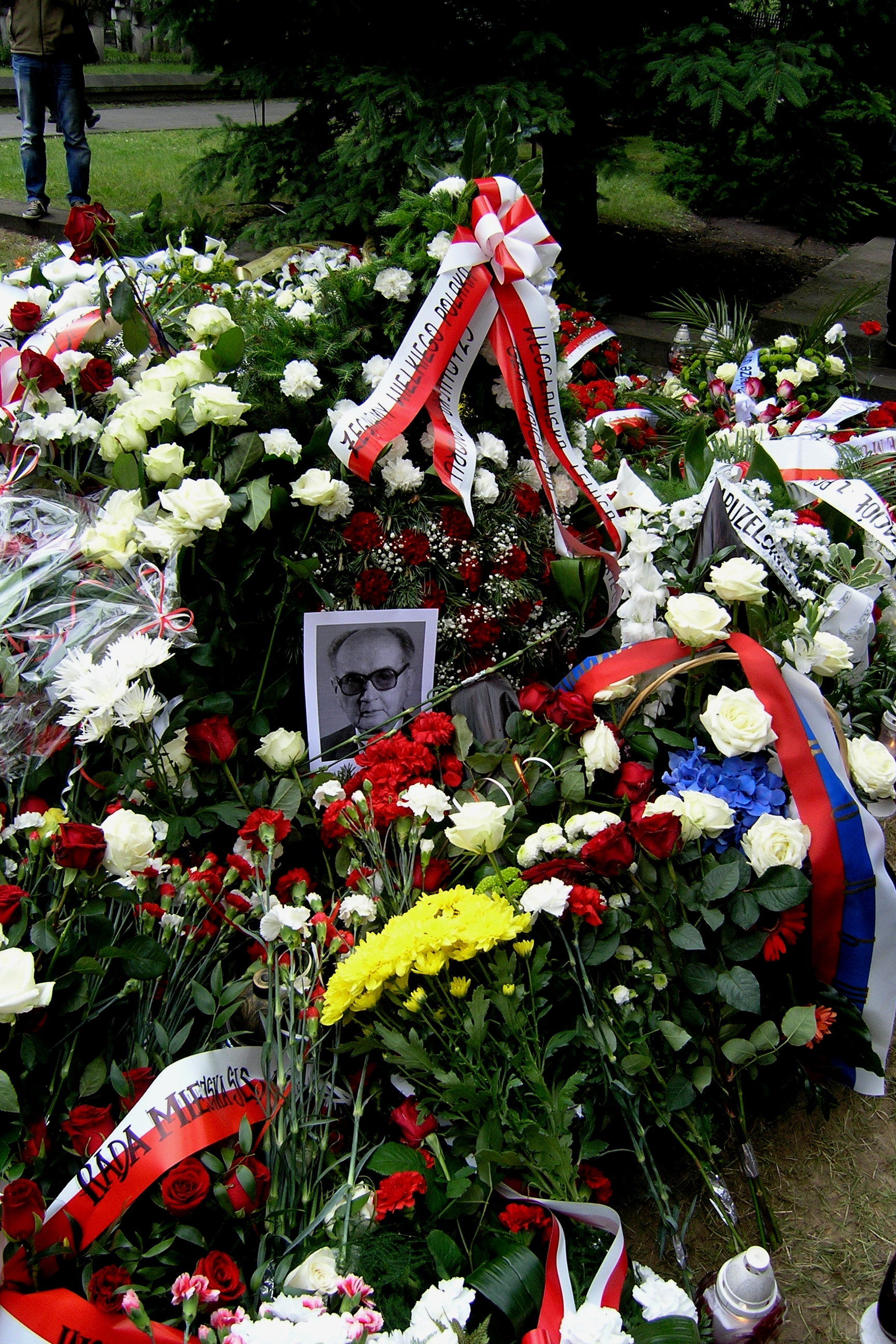
墓

## 評價
雅鲁泽尔斯基雖然在波蘭民主運動時頒布戒嚴令，但當時蘇聯已經對他發出立刻鎮壓或由華約軍進駐的最終要求，他考慮後認為與其讓國土被外國軍進駐、重蹈布拉格之春被鎮壓的悲劇，不如先隱忍下去。而他出身天主教家庭，對鎮暴部隊下令嚴禁攻擊逃進教會的示威民眾。雅鲁泽尔斯基後來回憶：「跟被蘇聯軍進佔相比之下，宣布戒嚴令的抉擇是不得不為的小惡。」後來雅鲁泽尔斯基的讓步決定，也是波蘭能夠在東歐國家中首先民主化的原因。他曾經在1988年對密特朗說：「我並不是讓我的人民被蘇聯人踩在腳下生活，而是盡量從目前的情勢中得到一些好處。你們西方人願意為波蘭打仗嗎？不會。所以，我除了這條路別無選擇。」 
晚年跟原本的敵對者瓦文萨成為非常要好的朋友。雅鲁泽尔斯基後來重病住院的時候，瓦文萨時常前來探望。瓦文萨也始終主張不應該對雅鲁泽尔斯基進行審判，并称对雅鲁泽尔斯基的評價不應該由現在時代的人來決定，而是留給往後的歷史學者做判斷。

## 著作
- 雅鲁泽尔斯基回忆录《为什么要军管?》
- 《雅鲁泽尔斯基选集（1981-1987）》，中文版1988人民出版社

## 外部連結
- Jaruzelski's official website
- The Jaruzelski Case: The Ascent of Agent 'Wolski' （页面存档备份，存于）